# Ranunculus japonicus
Ranunculus japonicus Thunb. – gatunek rośliny z rodziny jaskrowatych (Ranunculaceae Juss.). Występuje naturalnie w Rosji (w Syberii), Mongolii, Chinach oraz Japonii. 

## Morfologia

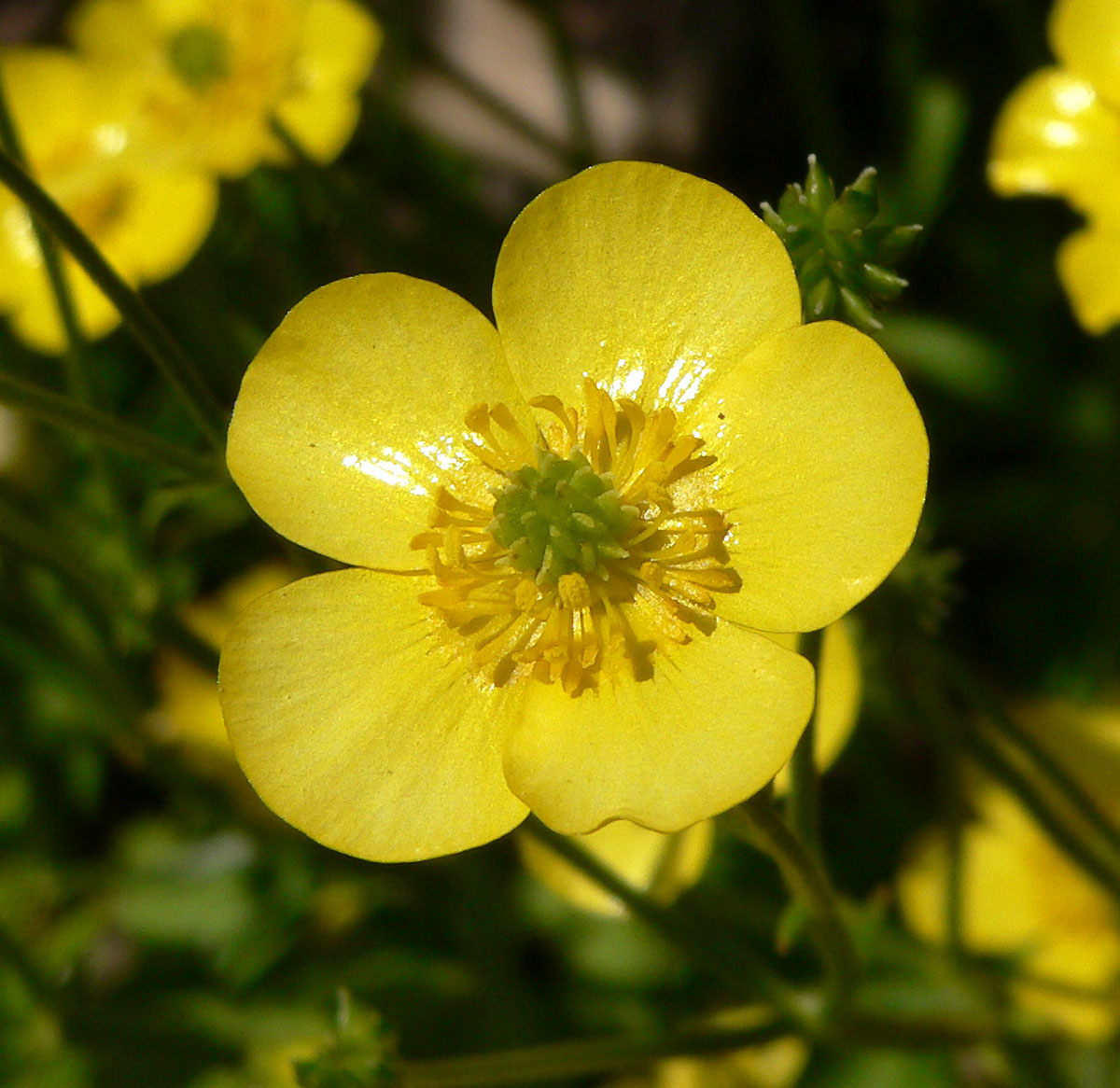
Pojedynczy kwiat

PokrójBylina ryzomowa o lekko owłosionych pędach. Dorasta do 15–65 cm wysokości.
LiścieSą trójdzielne. Mają sercowato pięciokątny kształt. Mierzą 1,5–6,5 cm długości oraz 2–10,5 cm szerokości. Nasada liścia ma sercowaty kształt. Brzegi są nieregularnie ząbkowane. Ogonek liściowy jest mniej lub bardziej owłosiony i ma 3–22 cm długości.
KwiatySą zebrane po 3–15 w wierzchotki jednoramienne. Pojawiają się na szczytach pędów. Mają żółtą barwę. Dorastają do 14–24 mm średnicy. Mają 5 owalnych działek kielicha, które dorastają do 5 mm długości. Mają 5 owalnych płatków o długości 7–12 mm.
OwoceNagie niełupki o owalnym kształcie i długości 2–3 mm. Tworzą owoc zbiorowy – wieloniełupkę o prawie kulistym kształcie i dorastającą do 4–6 mm długości.

## Biologia i ekologia
Rośnie na łąkach. Występuje na wysokości do 3500 m n.p.m. Kwitnie od lipca do września. 

## Zastosowanie
Gatunek ma zastosowanie w medycynie ludowej. 

## Zmienność
W obrębie tego gatunku wyróżniono dwie odmiany:
- Ranunculus japonicus var. hsinganensis (Kitag.) W.T. Wang
- Ranunculus japonicus var. propinquus (C.A. Mey.) W.T. Wang